# ミートボール (お笑い芸人)
ミートボール（ミートボール岡部）（1982年6月14日 - ）は、日本のお笑い芸人及びバルーンアーティストである。本名、岡部 大（おかべ ひろし）。熊本県上益城郡甲佐町出身。九州、主に熊本県内で活動する。血液型はA型。

## 来歴・人物
お笑いがもともと大好きでそのまま熊本県内にてお笑い活動を開始。
ピン芸人、2組のコンビを経て2011年、イサオと共にお笑いコンビ　肥後ドッコイ　を結成。
身長175センチ、体重100キロ。
前のコンビではボケ担当ばかりしていたが、肥後ドッコイではツッコミ担当をしている。
ネタによってボケのネタも増えてきている
近年は芸人、 ほいけんた の教えでバルーンアート始め、ピンでバルーンネタをやっており、バルーンアートは、50種類以上レパートリーがある。
１日にイベントで手作りで約500本配った経験あり
前のコンビでMー1グランプリ2009.2010 （フリー時代）
現在のコンビで2017.2018.2020.2021.2023で2回戦進出
本人曰く、相方に恵まれただけと言っている

## 出演番組

### ラジオ
- X RADIO（熊本シティエフエム）

### テレビ
- パチゲットテレビ（不定期出演）（KKT）

## 過去の出演番組

### テレビ
- 5ch(KAB)
- パチプレTV-R(同上)
- ちかっぱ!（TNC）

## テレビCM
- あげたて
- ばってんの湯(肥後ドッコイで出演)

| スタブアイコン | サブスタブ | この項目は、まだ閲覧者の調べものの参照としては役立たない、お笑いタレント・コメディアンに関連した書きかけの項目です。この項目を加筆・訂正などしてくださる協力者を求めています（P:お笑い/PJ:お笑い）。 |